# Jennifer Molina
Jennifer Marie Molina Shea (14 de fevereiro de 1980) é uma ex-futebolista mexicana que atuava como goleira.

## Carreira
Jennifer Molina representou a Seleção Mexicana de Futebol Feminino, nas Olimpíadas de 2004.